# Vieil-Moutier
Vieil-Moutier település Franciaországban, Pas-de-Calais megyében. Lakosainak száma 385 fő (2022. január 1.). Vieil-Moutier Lottinghen, Bécourt, Saint-Martin-Choquel és Senlecques községekkel határos.

## Népesség
A település népessége az elmúlt években az alábbi módon változott:
| Lakosok száma | 392  | 392  | 393  | 386  | 384  | 381  | 376  | 377  | 385  |
|               | 2013 | 2015 | 2016 | 2017 | 2018 | 2019 | 2020 | 2021 | 2022 |